# Michael Hefele
Michael Martin Hefele (phát âm tiếng Đức: [ˈmɪçaːʔeːl ˈheːfələ]; sinh ngày 1 tháng 9 năm 1990) là một cầu thủ bóng đá chuyên nghiệp người Đức chơi ở vị trí hậu vệ cho câu lạc bộ Huddersfield Town ở giải Premier League.

## Sự nghiệp
Hefele có trận đấu ra mắt câu lạc bộ SpVgg Unterhaching vào năm 2010. Anh tới chơi cho SpVgg Greuther Fürth và được cho mượn tại Wacker Burghausen. Anh chơi hai mùa bóng cho Dynamo Dresden ghi được 10 bàn trong 72 lần ra sân ở tất cả trận bóng và trở thành đội trưởng đội bóng.

### Huddersfield Town
Tháng 7 năm 2016, Hefele gia nhập English Championship cho đội bóng Huddersfield Town  Hefele ghi được bàn thắng đầu tiên ở Huddersfield trong trận hòa 1–1 với Aston Villa vào ngày 16 tháng 8 năm 2016, chỉ sau 26 giây sau khi được vào thay người, đây là kỷ lục bàn thắng nhanh nhất ghi bởi một cầu thủ mới ra mắt trong lịch sử 108 của câu lạc bộ. Ngày 28 tháng 1 năm 2017, trong một trận đấu với Rochdale, Hefele được thay vào chơi với vai trò tiền đạo ở phút thứ 46, thế cho Elias Kachunga. Anh sau đó đã ghi hai bàn thắng khi được chơi ở vị trí này.

## Thống kê sự nghiệp
Tính đến  20 tháng 8 năm 2017
| Câu lạc bộ               | Season       | League              | League | League | Cup  | Cup   | League Cup | League Cup | Other | Other | Tổng cộng | Tổng cộng |
| Câu lạc bộ               | Season       | Division            | Apps   | Goals  | Apps | Goals | Apps       | Goals      | Apps  | Goals | Apps      | Goals     |
| ------------------------ | ------------ | ------------------- | ------ | ------ | ---- | ----- | ---------- | ---------- | ----- | ----- | --------- | --------- |
| SpVgg Unterhaching       | 2010–11      | 3. Liga             | 27     | 0      | 0    | 0     | —          | —          | —     | —     | 27        | 0         |
| SpVgg Unterhaching       | 2011–12      | 3. Liga             | 6      | 1      | 0    | 0     | —          | —          | —     | —     | 6         | 1         |
| SpVgg Greuther Fürth II  | 2012–13      | Regionalliga Bayern | 8      | 0      | —    | —     | —          | —          | —     | —     | 8         | 0         |
| SpVgg Greuther Fürth II  | 2013–14      | Regionalliga Bayern | 5      | 0      | —    | —     | —          | —          | —     | —     | 5         | 0         |
| SpVgg Greuther Fürth     | 2012–13      | Bundesliga          | 1      | 0      | 0    | 0     | —          | —          | —     | —     | 1         | 0         |
| SpVgg Greuther Fürth     | 2013–14      | 2. Bundesliga       | 2      | 0      | 0    | 0     | —          | —          | —     | —     | 2         | 0         |
| Wacker Burghausen (loan) | 2013–14      | 3. Liga             | 15     | 0      | 0    | 0     | —          | —          | —     | —     | 15        | 0         |
| Dynamo Dresden           | 2014–15      | 3. Liga             | 31     | 3      | 3    | 0     | —          | —          | —     | —     | 34        | 3         |
| Dynamo Dresden           | 2015–16      | 3. Liga             | 38     | 7      | 0    | 0     | —          | —          | —     | —     | 38        | 7         |
| Huddersfield Town        | 2016–17      | Championship        | 37     | 3      | 1    | 2     | 1          | 0          | 3     | 0     | 42        | 5         |
| Huddersfield Town        | 2017–18      | Premier League      | 1      | 0      | 0    | 0     | 0          | 0          | 0     | 0     | 1         | 0         |
| Career total             | Career total | Career total        | 171    | 14     | 4    | 2     | 1          | 0          | 3     | 0     | 179       | 16        |

## Danh hiệu

### Câu lạc bộ
Huddersfield Town
- EFL Championship play-offs: 2016–17[6]